# Brasão de armas do Senegal
O brasão de armas do Senegal data da década de 1960 composto por uma fita contendo o lema do país: Un Peuple Un But Une Foi (Um Povo, Um Objectivo, Uma Fé) em língua francesa. É portador das cores pan-africanas como o verde e da estrela da bandeira do Senegal.